# مانويل بلانكو رودريغيز
مانويل بلانكو رودريغيز (بالإسبانية: Manuel Blanco Rodríguez)‏ (1 مارس 1983 بإشبيلية في إسبانيا - ) هو لاعب كرة قدم إسباني في مركز الدفاع. لعب مع إشبيلية أتلتيكو وإيسيخا بالومبيي ونادي ألباسيتي ونادي أليكانتي ونادي أونتينيينت ونادي تينيريفي ونادي خيريث ونادي سبتة وأتلتيكو سانلوكينو وUD Los Palacios ‏.

## وصلات خارجية
- مانويل بلانكو رودريغيز على موقع قاعدة بيانات كرة القدم.إي يو (الإنجليزية)
- مانويل بلانكو رودريغيز على موقع Soccerway.com (الإنجليزية)